# Kabupaten de Lombok central
Le kabupaten de Lombok central (Kabupaten Lombok Tengah) est un Kabupaten  des Petites îles de la Sonde occidentales en Indonésie. Il est situé sur l'île de Lombok, son chef-lieu est Praya.
Il est découpé en 12 kecamatans et 124 desas et kelurahans.

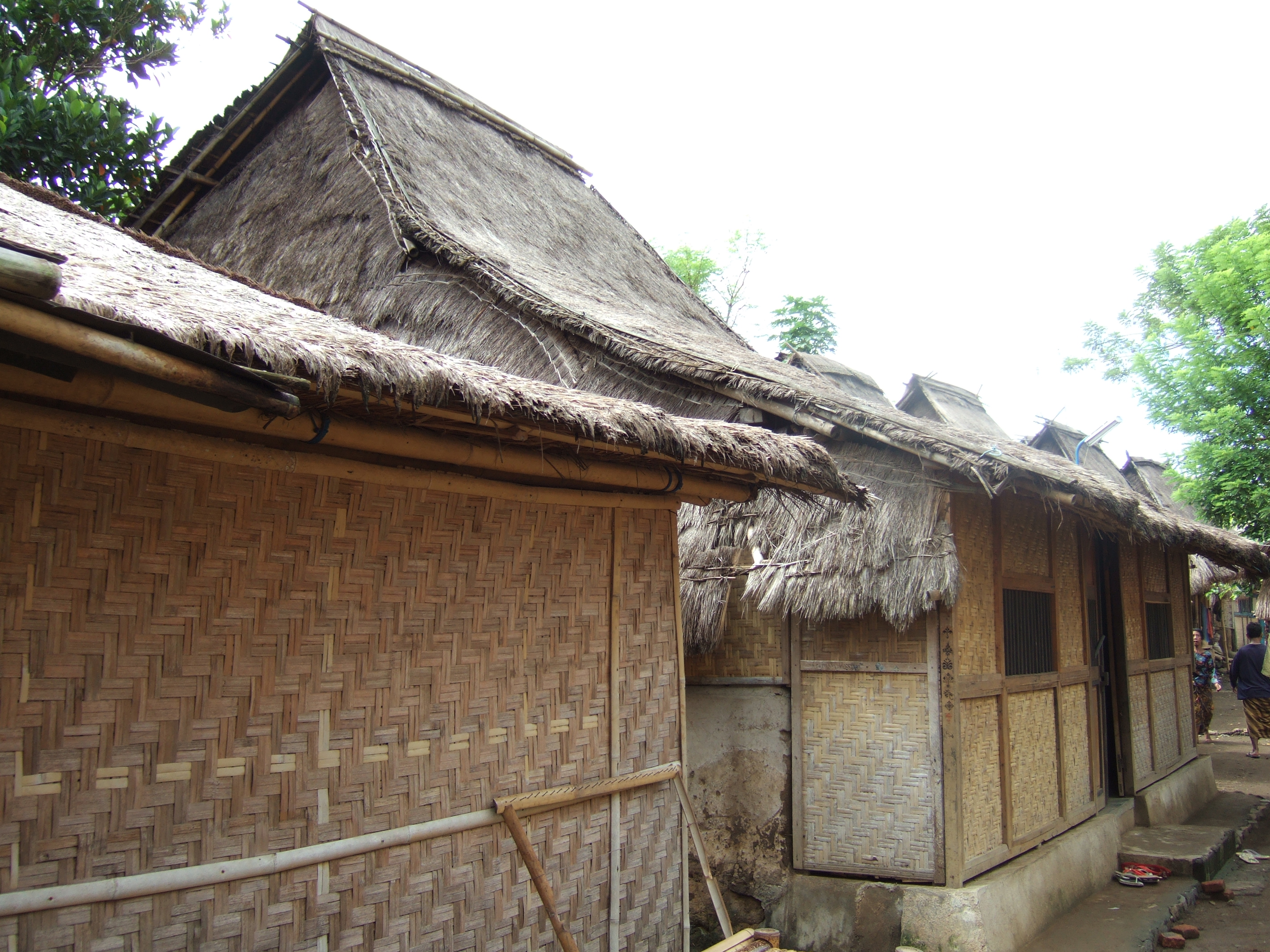
Le hameau coutumier de Sade